# Microjassa claustris
Microjassa claustris är en kräftdjursart. Microjassa claustris ingår i släktet Microjassa och familjen Ischyroceridae. Inga underarter finns listade i Catalogue of Life.